# John Francis Jackson
John Francis Jackson, DFC (Brisbane, 23 de fevereiro de 1908 — Porto Moresby, 28 de abril de 1942), foi um ás da aviação australiano e comandante de esquadrão, durante a Segunda Guerra Mundial. Jackson foi creditado com oito vitórias aéreas e liderou o Esquadrão N.º 75 durante a Batalha de Port Moresby, em 1942. Nascido em Brisbane, era criador de gado e empresário, que operava o seu próprio avião particular, quando ingressou na Reserva da Real Força Aérea Australiana (RAAF), em 1936. Chamado para o serviço activo, após a eclosão da guerra, em 1939, serviu no Esquadrão N.º 23 na Austrália antes de ser destacado para o Médio Oriente, em novembro de 1940. Como piloto de caça no Esquadrão N.º 3 ele pilotou aviões Gloster Gladiator, Hawker Hurricane e P-40 Tomahawk durante as campanhas do Norte de África e da Síria-Líbano.
Jackson foi condecorado com a Cruz de Voo Distinto e mencionado em despachos pelas suas acções no Médio Oriente. Transferido para o teatro do Sudoeste do Pacífico, foi promovido a líder de esquadrão, em março de 1942, e recebeu o comando do Esquadrão N.º 75, operando caças P-40 Kittyhawk em Port Moresby, no Território de Papua. Descrito como "robusto, simples" e "verdadeiro como o aço", Jackson foi apelidado de "Velho John", numa homenagem afectuosa aos seus trinta e quatro anos. Ele recebeu elogios pela sua liderança durante a defesa de Port Moresby antes da sua morte em combate, no dia 28 de abril. O seu irmão mais novo, Les, assumiu o comando do Esquadrão N.º 75 e também tornar-se-ia um ás da aviação. O Aeroporto Internacional de Jackson, em Port Moresby, foi nomeado em homenagem a John Jackson.

## Início de carreira
John Jackson nasceu a 23 de fevereiro de 1908, em Brisbane, no subúrbio de New Farm, Queensland, sendo o filho mais velho do empresário William Jackson e da sua esposa Edith. Educado na Brisbane Grammar School e no The Scots College, em Warwick, Jackson juntou-se à Liga da Juventude da Austrália, com a qual visitou a Europa. Depois de deixar a escola, administrou uma propriedade de pasto em St. George. No início da década de 1930, trabalhava como agente de acções e estações e tinha interesses nas áreas de engenharia e finanças. Em 1934, ficou inspirado pela corrida aérea de Londres a Melbourne, o que o levou a começar a pilotar e comprou um monoplano Klemm Swallow. Em 1936, participou na corrida aérea centenária da Austrália Meridional, voando de Brisbane a Adelaide. Em agosto daquele ano, ingressou na Reserva da Real Força Aérea Australiana (RAAF). Em 1937, mudou para outra aeronave, um Beechcraft Staggerwing, um tipo mais rápido do que muitos no inventário da RAAF.
A 17 de fevereiro de 1938, Jackson casou-se com Elisabeth Thompson, em Christ Church, Adelaide do Norte; o casal teve um filho e uma filha. Após a eclosão da Segunda Guerra Mundial, Jackson foi convocado para o serviço activo e comissionado como oficial piloto da RAAF, no dia 2 de outubro de 1939. O seu irmão de 20 anos, Arthur, também piloto e desejoso de ingressar na Força Aérea, morreu num acidente de avião, no final daquele mês. Dois outros irmãos, Edward e Leslie, ingressaram na RAAF, em novembro. John Jackson serviu inicialmente com o Esquadrão N.º 23, que operava aviões CAC Wirraway, em Archerfield, Queensland. Ele foi promovido a oficial de voo (equivalente a alferes), em abril de 1940. Naquele mês de outubro, Jackson obteve guia de marcha para ingressar no Esquadrão N.º 3 (cooperação com o Exército), que estava baseado no Egipto, desde agosto; ele chegou ao Médio Oriente em novembro de 1940.

## Serviço de combate

### Médio Oriente

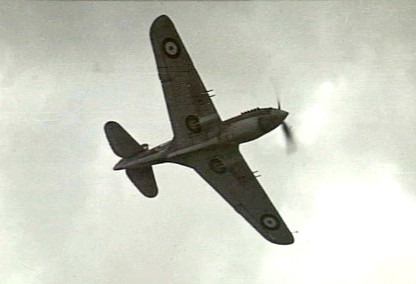
P-40 Tomahawk da RAAF no Norte de África

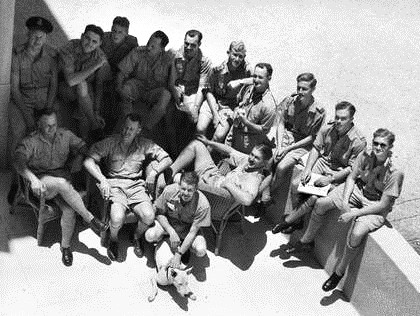
John Jackson (atrás, à esquerda) com outros pilotos, no Médio Oriente, incluindo (sentado à frente, da esquerda) Bobby Gibbes, Ed Jackson e Peter Turnbull, junho de 1941

Jackson entrou em acção, pela primeira vez, com o Esquadrão N.º 3, na campanha do Norte de África, no cockpit de um Gladiador Gloster. Logo após a sua chegada, teve um acidente, ao descolar, que acabou com o biplano com o nariz no chão. Embora se considerasse um "piloto operacional completo", a sua experiência em artilharia ar-ar era "praticamente nula" e ele, essencialmente, aprendeu as habilidades de piloto de caça, à medida que prestava serviço. Depois de a unidade ser convertida para caças Hawker Hurricane, Jackson começou a marcar vitórias em rápida sucessão. Abateu três Junkers Ju 87 numa única missão, perto de Mersa Matruh, no dia 18 de fevereiro de 1941, a mesma missão em que Gordon Steege reivindicou outros três.
No dia 5 de abril de 1941, Jackson disparou várias rajadas contra um Ju 87, antes das suas armas travarem; face a esta situação, fez dois ataques simulados, que forçaram o avião alemão a aterrar num wadi, reivindicando, assim, a sua quarta vitória. Depois de ser reequipado com aviões P-40 Tomahawk, o Esquadrão N.º 3 participou na campanha da Síria-Líbano. Jackson tornou-se um ás da aviação, a 25 de junho, quando destruiu um bombardeiro leve Potez 630 (possivelmente um LeO 451 identificado incorrectamente) da força aérea francesa; dias mais tarde, a 10 de julho, reivindicou um caça Dewoitine D.520. No dia seguinte, Jackson partilhou a destruição de outro D.520 com Bobby Gibbes; o par lançou uma moeda ao ar, para decidirem quem iria receber todo o crédito por isso; Gibbes venceu a aposta e reivindicou a sua primeira "vitória".
Jackson foi promovido a tenente de voo, no dia 1 de julho de 1941. A essa altura, o seu irmão mais novo, Ed, havia sido destacado para o Esquadrão N.º 3 e estava a servir com ele na Palestina. Com a campanha na Síria encerrada, em meados de julho, a unidade não realizou operações em agosto e o pessoal saiu de licença antes de voltar às acções no Egipto, no mês seguinte. Jackson, de origem rural, começou a viver a vida nocturna em Alexandria, mas foi a sua estadia num hotel de primeira classe que o deixou perplexo quanto ao propósito do bidé do quarto, que ele acabou por concluir como sendo um qualquer "arranjo feminino". Peter Ewer, em Storm Over Kokoda, observou: "Havia algo de patrício em John Jackson, mas a sua origem abastada dava-lhe um toque tipicamente australiano. Ele gostava de um jogo de cartas com uma aposta em cima da mesa." Em Whispering Death, Mark Johnston observou que, embora "alto e de olhos azuis", ele "não tinha o ar de um 'rapaz' ou de um piloto de estrela de cinema", mas sim "careca, com um andar peculiar e não extrovertido". Jackson regressou à Austrália, em novembro de 1941. Ele foi mencionado em despachos e recebeu a Cruz de Voo Distinto (DFC) pela sua "agudeza e determinação marcadas" durante as operações com o Esquadrão N.º 3 no Médio Oriente. O primeiro reconhecimento foi promulgado no London Gazette, a 1 de janeiro de 1942, e este último, que o listou como "John Henry Jackson", a 7 de abril. A DFC foi apresentada à viúva de Jackson, Elisabeth, após a morte do piloto.

### Sudoeste do Pacífico

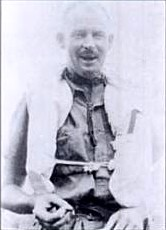
Jackson como comandante do Esquadrão N.º 75, em Port Moresby

Após regressar do Médio Oriente, Jackson foi instrutor por um breve período na Escola de Treino de Voo N.º 1, com sede na Estação de Point Cook, em Victoria. Ele escreveu à sua esposa: "Eu simplesmente detesto isto. Esta instrução é um trabalho difícil e tiro o chapéu para os jovens que a têm feito desde o início da guerra... cada um desses instrutores anseia por ser mandado para o exterior, mas duvido que eles tenham alguma chance de algum dia chegar lá - eles são tão valiosos aqui." Em janeiro de 1942, foi colocado no Esquadrão N.º 4, que operava aviões Wirraway em Camberra.
Enquanto os japoneses avançavam em direcção à Nova Guiné, no início de 1942, a RAAF estabeleceu com urgência três novas unidades de combate aéreo para a defesa do norte da Austrália, os esquadrões n.º 75, 76 e 77. A 19 de março, Jackson foi promovido a líder de esquadrão interino e nomeado comandante (CO) do Esquadrão N.º 75, apenas duas semanas após a unidade ter sido formada, em Townsville, Queensland. Ele substituiu o comandante de asa Peter Jeffrey, que havia liderado o Esquadrão N.º 3 no Médio Oriente e recebeu a tarefa de preparar o Esquadrão N.º 75 para operações em Port Moresby, onde a guarnição local do Exército Australiano estava sob ataque regular de bombardeiros japoneses. Jeffrey, mais tarde, recordou um momento em que repreendeu Jackson pela sua ânsia de voltar ao combate, apesar de já ter feito o suficiente durante a guerra, ao que Jackson respondeu: "Estás a lutar pelo quê? Pelo Rei e pelo país? Pois bem, eu estou a lutar pela minha esposa e filhos e nenhum bastardo japonês vai chegar até eles." No dia 21 de março, Jackson liderou a força principal do esquadrão até ao Aeródromo de Seven Mile, para participar na defesa de Port Moresby, uma batalha inicial crucial na campanha da Nova Guiné e o que o historiador da aviação militar Andrew Thomas chamou de "um dos episódios mais galantes na história da RAAF". A unidade estava equipada com aviões P-40 Kittyhawk, cuja chegada, tão esperada, fez com que os aviões fossem apelidados sarcasticamente de "Tomorrowhawks", "Neverhawks" e "Mythhawks" pela guarnição baseada em Moresby. A idade de 34 anos de Jackson era considerada avançada para um piloto de caça, o que fez com que fosse carinhosamente conhecido como "Velho John" pelos seus homens, um dos quais era o seu irmão mais novo, Les, agora tenente de voo. Como CO, a liderança de Jackson provou ser uma inspiração para os seus pilotos, muitos dos quais receberam apenas nove dias de treino em tácticas de combate aéreo e dispararam apenas uma vez.

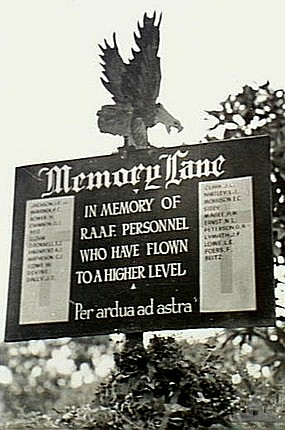
Placa em memória de Jackson e de outros pilotos da RAAF mortos em Port Moresby, 1942

No dia 22 de março, um dia depois de chegar à Nova Guiné, Jackson liderou o Esquadrão N.º 75 num ataque, ao amanhecer, contra o campo de aviação japonês em Lae. Em vez de atacar directamente do sul, liderou os Kittyhawk a partir do leste, onde eles não seriam esperados e onde o sol nascente esconderia a sua aproximação. Alcançando a surpresa que esperava, Jackson fez dois ataques disparando contra o campo de aviação, ignorando a prática padrão que limitava os pilotos a apenas uma passagem para reduzir o risco de serem atingidos por fogo antiaéreo. Os australianos reivindicaram uma dúzia de aviões japoneses destruídos no solo e mais cinco danificados. Eles também abateram dois caças Mitsubishi Zero no ar e perderam dois Kittyhawk sobre Lae, juntamente com um que caiu na descolagem em Moresby. Os japoneses contra-atacaram no dia seguinte, destruindo dois Kittyhawk no Aeródromo de Seven Mile. Com o aumento das suas perdas, Jackson recebeu permissão para retirar o esquadrão para a Ilha Horn em Far North Queensland, contudo o Velho John recusou. A 4 de abril, Jackson, sozinho, fez um reconhecimento sobre Lae, após o qual liderou outros quatro Kittyhawk num ataque contra o campo de aviação, reivindicando sete aeronaves inimigas destruídas no solo, sem nenhuma baixa para os australianos; fontes japonesas atribuem aos australianos apenas duas aeronaves destruídas, mas dezassete outras danificadas. Dois dias depois, Les Jackson foi forçado a abandonar a sua aeronave num recife de coral, mas conseguiu chegar à costa, com a ajuda de um colete salva-vidas que John deixou cair para ele, sem perceber na hora que o piloto abatido era o seu irmão mais novo.
O próprio Jackson teve de mergulhar no mar, no dia 10 de abril, quando foi abatido, após ser surpreendido por três caças Zero, durante outra das suas missões a solo, de reconhecimento, perto de Lae. Depois de se fingir de morto ao lado do seu avião acidentado, para desencorajar os caças japoneses de dispararem contra ele, nadou até à costa e fez o seu caminho pela selva, por mais de uma semana, até Wau, com a ajuda de dois nativos da Nova Guiné. Quando voltou a Port Moresby, num Douglas Dauntless, no dia 23 de abril, um ataque aéreo japonês estava em andamento e uma bala cortou a ponta do seu dedo indicador direito. Tendo sobrevivido à sua jornada pela selva, considerou o ferimento "um mero arranhão". A 27 de abril, Jackson reuniu-se com os seus pilotos e revelou que alguns oficiais seniores da RAAF expressaram insatisfação com a forma como o Esquadrão N.º 75 estava a evitar combates aéreos com os Zero japoneses. Jackson e os seus homens geralmente evitavam tais tácticas, devido à superioridade do Zero em relação ao Kittyhawk no combate aéreo próximo. Os comentários dos oficiais superiores deixaram-no magoado e declarou aos seus pilotos: "Amanhã vou mostrar-vos como". De acordo com o jornalista Osmar White, que o viu na noite do dia 27, as "mãos e os olhos de Jackson estavam parados e firmes", mas ele parecia "cansado da alma". White concluiu: "Ele fez mais do que vencer o medo - ele o matou". No dia seguinte, Jackson liderou os restantes cinco caças Kittyhawk, em condições de voo, do Esquadrão N.º 75, para interceptar uma força de bombardeiros japoneses e a sua escolta. Jackson destruiu um caça inimigo antes de ser abatido e morto. A sua aeronave atingiu a encosta de uma montanha; mais tarde foi identificado apenas pelas suas botas tamanho dez e pelo revólver que habitualmente carregava. A sua contagem final de vitórias aéreas durante a guerra foi de oito.

## Legado

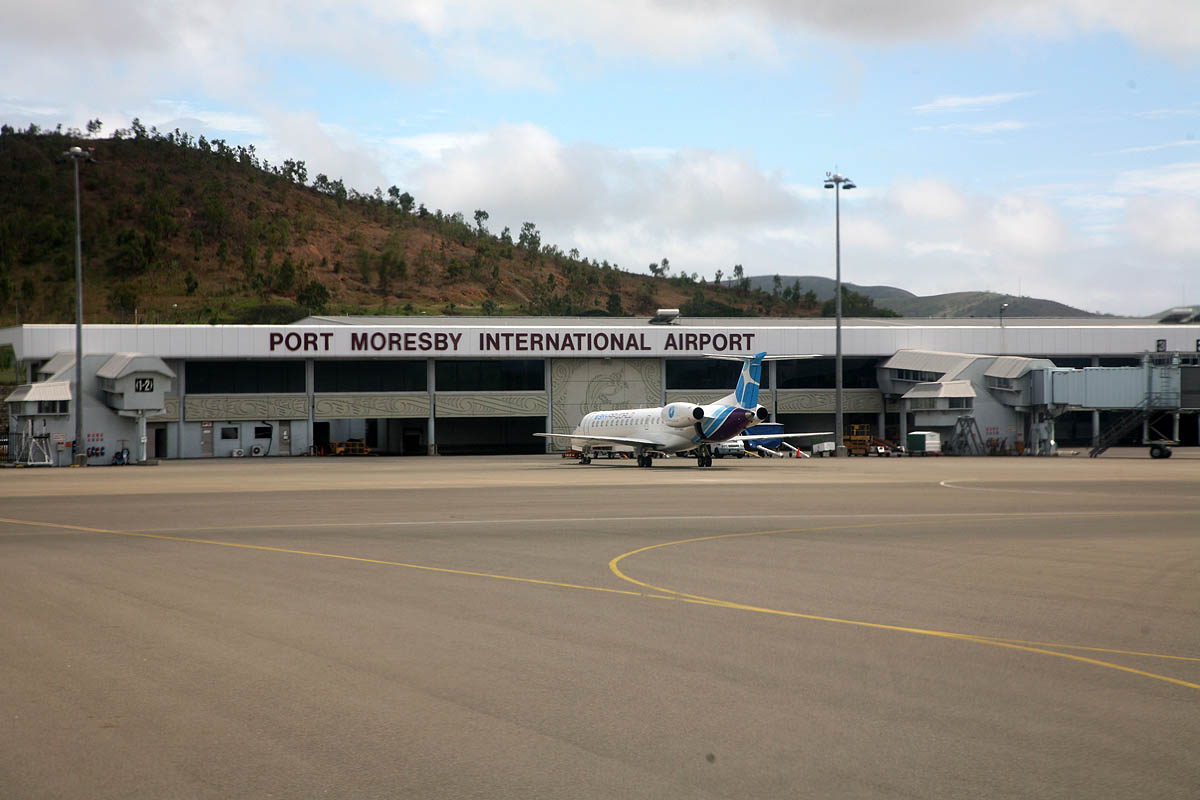
Aeroporto Internacional de Jackson, Port Moresby

Les Jackson assumiu o comando do Esquadrão N.º 75, no dia seguinte ao da morte do seu irmão. Embora o esquadrão não fosse mais uma unidade de combate eficaz, ainda assim conseguiu travar as tentativas das forças japonesas de dominar Port Moresby através de ataques aéreos, e a cidade continuou a funcionar como uma importante base Aliada. John Jackson deixou a sua esposa e filhos, e foi enterrado no cemitério de guerra Bomana de Moresby. A sua propriedade seria avaliada no valor de £ 29 780 ($ 1 870 800, em 2011). O seu nome aparece no painel 104 da Área Comemorativa do Memorial de Guerra Australiano (AWM), em Camberra. Jackson era um cineasta amador entusiasta e um rolo de 16 mm de quatro minutos, que ele filmou em Port Moresby, encontra-se na posse do AWM. O Aeródromo de Seven Milles de Moresby foi rebatizado como Aeródromo Jackson, em sua homenagem; mais tarde, este complexo tornar-se-ia no Aeroporto Internacional de Jackson. Numa entrevista de 1989, um companheiro do Esquadrão N.º 75, o tenente de voo Albert Tucker, comentou: "Eu diria que se John F. Jackson não tivesse existido, o esquadrão não teria sido eficaz nessa função de defesa durante o tempo que a teve que suportar... Portanto, todo o espírito de liderança do John F., e suponho que o seu sacrifício final, era disto que era feito o Esquadrão N.º 75." Em março de 2003, o município de St. George ergueu um monumento em homenagem a Jackson e a outra entidade local da RAAF, o piloto de caça aborígene Len Waters.